# Ernst Barlach

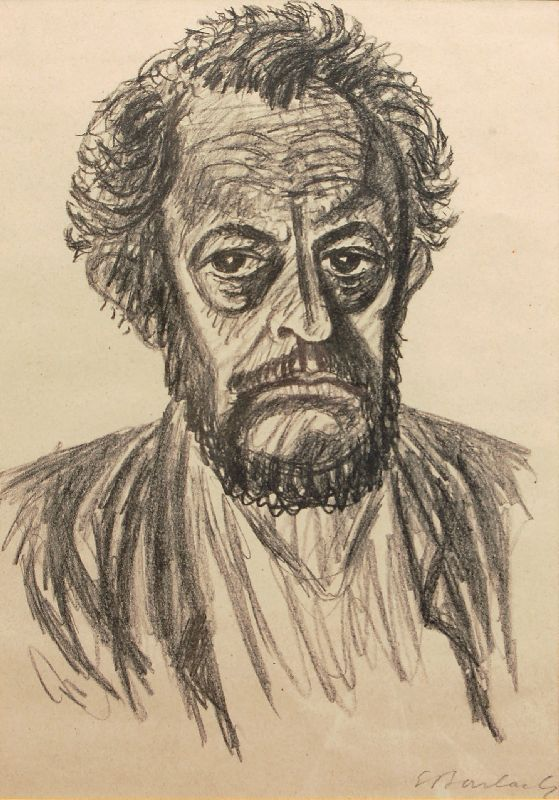
Ernst Barlach, Självporträtt, 1928

Ernst Barlach, född 2 januari 1870 i Wedel i Holstein, död 24 oktober 1938 i Güstrow, var en tysk skulptör, tecknare och författare nära befryndad med expressionism.

## Biografi
Ernst Barlach studerade vid konsthantverksskolan i Hamburg, konstakademien i Dresden, 1895 och 1896 vid Académie Julian i Paris. 1899-1901 uppehöll han sig i Berlin, 1901-1904 i Wedel. 1904-1905 var han lärare vid keramikfackskolan i Höhr i Westenwald. 1906 reste han till Ryssland där han tog intryck av bondelivet i sin konst. År 1910 flyttade han till Güstrow, där han fick ett arbetsrum efter personliga önskningar. 1919 blev han medlem av Akademie der bildenden Künste i Berlin. Konstakademin i München upptog Barlach 1925 som hedersmedlem.
Barlach blev främst känd som skulptör. Han var även känd som poet och grafiker, som grafiker skapade han främst träsnitt och litografier.

### Efternazisternasmaktövertagande
I augusti 1934 publicerades ett upprop formulerat av Joseph Goebbels i NSDAP:s partiorgan Völkischer Beobachter. I korthet handlade detta om att offentligt visa Führern sin trohet. Det var undertecknat av namnkunniga författare, bildkonstnärer, konsthistoriker, arkitekter, skådespelare, musiker och tonsättare. Bland dem fanns Ernst Barlach. År 1937 beslagtog Propagandaministeriet cirka 400 av hans verk från konsthallar och museer, därför att hans verk definierades som så kallad Entartete Kunst. En del av dem återfanns på vandringsutställningen "Entartete Kunst" 1937–1941.

### Efter kriget
Efter andra världskriget samlades hans konfiskerade verk huvudsakligen i Güstrow, i ett särskilt Barlachmuseum. Andra skulpturer finns idag i flera kyrkor i nordöstra Tyskland.
I oktober 1962 öppnade ett konstmuseum i hans namn, Ernst-Barlach-Haus i Hamburg, med över 140 skulpturer av bildhuggaren, tillsammans med 400 teckningar och en närapå fullständig katalog med grafiska blad. Här finns även ett bibliotek med litteratur om Barlach och hans tid.

## Utmärkelser
Asteroiden 6428 Barlach är uppkallad efter honom.